# Цыганкова, Татьяна Сергеевна
Татьяна Сергеевна Цыганкова (род. 12 ноября 1999 года, Красноярск) — российская самбистка и дзюдоистка, призёрка чемпионата России 2023 по дзюдо. Мастер спорта России по самбо и дзюдо.

## Биография
Является воспитанницей Красноярского дзюдо и начала свою карьеру в спортивном клубе имени Дмитрия Миндиашвили. Первый тренер - Дмитрий Миндиашвили

## Спортивная карьера
В октябре 2017 года стала победительницей первенства мира среди кадетов по самбо, который прошёл в сербском Нови-Саде. Трижды  обладательница бронзовых наград кубка Европы по дзюдо среди юниоров 2018-2019 (Оренбург, Санкт-Петербург, Линьяно-Саббьядоро). Также является победительницей кубка Европы 2019 года среди юниоров в Праге. В 2023 году финишировала на третьем месте чемпионата России по дзюдо в Кемерово. Участница серии турниров «Большого шлема» в Баку и Тбилиси 2024.  

## Спортивные результаты
- Чемпионат России 2023 — ;

## Личная информация
Является студенткой Смоленского государственного университета спорта.